# Episodi di Doraemon (serie animata 2005) (settima stagione)
Questa è la lista degli episodi della settima stagione dell'anime 2005 di Doraemon.
In Giappone è stata trasmessa su TV Asahi, dal 3 gennaio al 16 dicembre 2011. In Italia è stata trasmessa su Boing, dal 6 novembre 2017 al 27 aprile 2018.

## Episodi
| Nº  | Titolo italiano Giapponese 「Kanji」 - Rōmaji | In onda          | In onda          |
| Nº  | Titolo italiano Giapponese 「Kanji」 - Rōmaji | Giapponese       | Italiano         |
| 200 | Il cagnolino di carta 「のび太のペットは紙のイヌ!?」 - Nobita no petto wa kami no inu!? | 21 gennaio 2011  | 6 novembre 2017  |
| 200 | Doraemon presta a Nobita la pet-pen, un chiusky per poter disegnare animali sulla carta e il ragazzo lo usa per creare un cane (il quale, data la sua somiglianza con un coccodrillo, viene chiamato Cocco). Il cane si mostra fin da subito affettuoso, tuttavia i genitori di Nobita sono restii a tenerlo in casa. Quando Cocco aggredisce un ladro che aveva tentato di svaligiare la casa e che finge in seguito di essere un normale passante, Nobita è costretto a rimproverarlo. Il cane, rattristato, scappa così via. Doraemon e Nobita iniziano allora a cercarlo, tuttavia, per sbaglio, Nobita cade in un fiume e rischia di affogare. Il cane - sebbene, essendo fatto di carta, tema l'acqua - salva il suo padrone, tuttavia il disegno rimane profondamente danneggiato. Nobita tuttavia si impegna e il cane torna ad essere come prima. |                  |                  |
| 201 | Neve a domicilio 「のび太の町が雪山に」 - Nobita no machi ga yukiyama ni | 28 gennaio 2011  | 7 novembre 2017  |
| 201 | Nobita, Gian e Shizuka si esercitano nello sci approfittando di una recente nevicata, tuttavia Suneo li deride dicendogli che avrebbe fatto pratica in un esclusivo chalet. Doraemon cerca allora - tramite un chiusky capace di scambiare porzioni di luoghi - di far esercitare Nobita nella sua camera, tuttavia il tentativo risulta vano; in seguito, Nobita e Gian si recano da Suneo e cercano di vendicarsi, senza risultato. La notte stessa Doraemon sveglia Nobita e lo conduce in un parco, che fa diventare una montagna innevata: dopo alcuni problemi iniziali, Nobita impara così a sciare. |                  |                  |
| 202 | Lavori in corso 「ジャイアンの家を大改造」 - Jaian no ie wo dai kaizōGli adesivi cambia aspetto 「のび太になるシール!?」 - Nobita ni naru shīru!? | 4 febbraio 2011  | 8 novembre 2017  |
| 202 | Gian è triste poiché sua madre vuole chiudere il negozio di famiglia, dato che è vecchio; Doraemon lo aiuta con un robot capace di effettuare velocemente ristrutturazioni. Gian si mostra però maleducato con il chiusky, che decide così di effettuare l'incarico solo a patto che anche il ragazzo intervenga eseguendo un apprendistato. Gian si impegna e - dopo aver effettuato ristrutturazioni a casa di Suneo e Shizuka - il robot acconsente ad eseguire la sua richiesta: nota tuttavia che il negozio è ben fatto e non ha bisogno di riparazioni, tranne per una mensola che Gian sistema. Quest'ultimo è infine soddisfatto, anche perché la madre decide di non chiudere l'attività.Gian e Suneo vogliono che Nobita restituisca a loro un fumetto, che però il ragazzo ha perso: Doraemon usa allora gli adesivi cambia aspetto, con i quali rende simile a un manga un vecchio elenco telefonico. Il ragazzo usa però il chiusky per fare scherzi, rendendo Doraemon, Shizuka, Gian e Suneo furiosi. Dopo essere stato inseguito a lungo, Nobita usa un adesivo per dare a una cassetta della posta il suo aspetto e poter fuggire; la sera stessa il ragazzo non può però tornare a casa, perché sia i genitori che Doraemon credono che la cassetta postale sia proprio Nobita. |                  |                  |
| 203 | Viaggio nel periodo Cretaceo 「白亜紀へ家出」 - Haku aki he iede | 18 febbraio 2011 | 9 novembre 2017  |
| 203 | Suneo decide di fuggire dalla propria casa e, approfittando di un momento di assenza di Doraemon, decide di fuggire nel lontano periodo Cretaceo; Doraemon, Nobita, Shizuka e Gian sono quindi costretti a cercarlo. Suneo viene così ritrovato, tuttavia il ragazzo è a un certo punto costretto a nascondersi tra alcune uova di Tirannosauro e, quando l'animale ritorna, scambia Suneo come proprio figlio e lo protegge da altri animali che cercano di aggredirlo. Infine il tirannosauro ritrova il suo vero cucciolo e il gruppo può ritornare nel presente. |                  |                  |
| 204 | Doraemon il severo 「四角いドラえもん」 - Shikakui DoraemonLe elezioni 「ガキ大将に一票を!」 - Gaki taishō ni ichi hyō wo! | 25 febbraio 2011 | 10 novembre 2017 |
| 204 | Dorami ritiene che Doraemon sia troppo poco severo con Nobita e gli fa così usare una pozione per accrescere tale caratteristica; in breve Doraemon diventa così "quadrato", sia nel comportamento che nell'aspetto. Il modo di fare rigido del robot crea però problemi a Nobita, ai suoi genitori e anche agli amici; Dorami capisce quindi di aver commesso un errore e riporta tutto alla normalità.Nobita, stanco delle continue prepotenze di Gian, decide di indire delle elezioni per il nuovo capo dei bambini: lui viene sostenuto da Doraemon, mentre Gian da Suneo. Entrambi i candidati vogliono però vincere a tutti i costi: dopo aver tentato di persuadere gli elettori con discorsi e con regali, passano così a vere e proprie minacce. Shizuka cerca di far ragionare i due sfidanti, ma invano, e si mostra per questo sdegnata: i bambini apprezzano però questo suo comportamento e decidono di eleggerla anche se non si era candidata. |                  |                  |
| 205 | Il primo giorno di scuola di Nobita 「のび太のハチャメチャ入学式」 - Nobita no hachamecha nyūgaku shiki | 11 marzo 2011    | 13 novembre 2017 |
| 205 | Gian sottrae un fumetto a Nobita ricordandogli una promessa che gli era stata fatta durante il loro primo giorno di scuola; Nobita, non ricordandosi dell'evento, decide così di ritornare indietro nel tempo. Scopre così che quel giorno aveva combinato vari guai e si era fatto da subito notare per la sua goffaggine. Durante la cerimonia di inaugurazione dell'anno scolastico, il piccolo Nobita si reca in bagno; al suo ritorno non trova però nessuno (nel frattempo era infatti suonato l'allarme d'evacuazione) e, spaventato, fugge via. In seguito si perde, e smarrisce sia una delle scarpe che lo zaino: Doraemon e Nobita lo trovano, mentre il piccolo Gian, preoccupato, recupera dopo una lunga corsa lo zaino. Dopo ciò si fa però promettere che tutto quello che è di Nobita sarebbe stato anche suo, mentre le sue cose sarebbero rimaste tali; il protagonista, non comprendendo completamente tale frase, accetta e così ha inizio la loro amicizia. Tornato nel presente, a Nobita viene restituito da Gian il fumetto (tuttavia senza il gadget ad esso abbinato). |                  |                  |
| 206 | Ospiti inattesi 「ようこそ!野比ホテルへ」 - Yōkoso! nobi hoteru heLa pillola della sincerità 「ホンネしか言えない」 - Honne shika ienai | 29 aprile 2011   | 14 novembre 2017 |
| 206 | Il capo di Nobisuke chiede a quest'ultimo senza preavviso di trovare un hotel di lusso e badare alla figlia di un importante dirigente arrivato dall'America. Doraemon trasforma così la casa in un albergo grazie a degli speciali proiettori, tuttavia vari problemi (tra cui la preparazione del pranzo) rischiano di far scoprire alla bambina la verità. Alla fine, per sbaglio, i proiettori vengono spenti e la casa di Nobita riacquista il suo normale aspetto; la bambina è tuttavia soddisfatta dell'esperienza, tanto da far complimentare con Nobisuke e con la sua famiglia sia il capo che suo padre.Suneo, per evitare di essere picchiato da Gian, gli propone di organizzare un concerto; in seguito, rattristato dalla troppa facilità con cui riesce a dire bugie, chiede a Doraemon un rimedio: gli viene data la pillola della sincerità, con la quale è impossibile mentire. Nobita e Doraemon, preoccupati per quello che potrebbe accadere se Suneo rivelasse a Gian cosa pensa del concerto, decidono di prendere (e di dare agli amici) anche loro una pillola. In seguito il concerto viene annullato, tuttavia Gian viene comunque a conoscenza di ciò che tutti pensano e si arrabbia furiosamente. |                  |                  |
| 207 | Il clone di Shizuka 「こんなしずかちゃんイヤ!」 - Konna Shizuka chan iya! | 6 maggio 2011    | 15 novembre 2017 |
| 207 | Nobita è triste poiché tutti i suoi amici hanno comprato ottimi regali per il compleanno di Shizuka, mentre lui le ha preparato solo un vaso di fiori fatto a mano. Decide così, tramite il satellite spia, di scoprire cosa desidera l'amica; viene a conoscenza del fatto che vorrebbe "sdoppiarsi" per poter fare ogni cosa con tranquillità. Doraemon e Nobita le regalano un robot clone, che però in seguito batte la testa e inizia ad alternare numerosi comportamenti diversi: aggressivo, sensibile, euforico. Quando il robot sembra essere tornato normale, lo lasciano a Shizuka, che vuole un aiuto per preparare la sua torta di compleanno. In realtà il malfunzionamento era rimasto e il clone, geloso delle attenzioni che Shizuka avrebbe ricevuto, la rinchiude in un armadio e decide di prendere il suo posto. A causa del comportamento estremamente sofisticato, Nobita capisce però che lei non è la vera Shizuka e, dopo un lungo inseguimento, riesce a disattivare il robot. Viene così celebrata la festa, e Shizuka apprezza moltissimo il regalo di Nobita. |                  |                  |
| 208 | Lo stagno degli oggetti smarriti 「落とし物つりぼり」 - Otoshimono tsuriboriIl dispositivo ringrazia-tutto 「ありがたみわかり機」 - Arigatami wakari ki | 13 maggio 2011   | 16 novembre 2017 |
| 208 | Nobita va a pescare con Gian e Suneo, ma al contrario di questi non riesce a prendere alcun pesce. Appena torna a casa, scopre che il secchio che aveva preso era della mamma, allora Doraemon gli mostra lo stagno degli oggetti smarriti in modo che può pescare ogni cosa che si è persa e che si vuole riottenere. Nell'usare il chiusky i due pescano però i pantaloni di Gian, che - seppur non conoscendo il colpevole - diventa furioso. In seguito Suneo sottrae a Nobita lo stagno, ingannandolo, e lo usa per riprendersi giochi che Gian gli aveva sottratto; quest'ultimo però lo scopre e Suneo si prende così anche la colpa delle azioni commesse da Nobita e Doraemon.Nobita preferisce lasciare nel piatto il cibo preparato dalla madre, pur di mangiare delle merendine: Tamako prova così - senza successo - a spiegare al figlio l'importanza del cibo, mentre Doraemon gli mostra un chiusky capace di privare una persona di una qualsiasi cosa per farle comprendere quanto essa sia importante. Il ragazzo rinuncia al cibo e durante la giornata ogni suo tentativo di mangiare risulta vano, tanto da farlo tornare a casa estremamente stanco e affamato. Nobita impara così la lezione, tuttavia, desiderando un po' di libertà, decide di usare il chiusky per far assentare da casa sua madre per qualche giorno. |                  |                  |
| 209 | Gulliver combina guai 「めいわくガリバー」 - Meiwaku garibāNobita sulla bocca di tutti 「ウワサののび太」 - Uwasa no Nobita | 20 maggio 2011   | 17 novembre 2017 |
| 209 | Nobita rimane profondamente affascinato dal romanzo I viaggi di Gulliver e chiede a Doraemon di poter vivere tale avventura in prima persona. I due si recano così in un pianeta lontano, simile alla terra ma abitato da esseri piccolissimi, che si mostrano fin da subito diffidenti nei confronti dei "giganti". Nobita e Doraemon cercano allora di rendersi utili, ma ogni loro azione si rivela dannosa per gli abitanti del pianeta. Infine questi ultimi organizzano una grande manifestazione di protesta, tanto da costringere i "giganti" ad andarsene e lasciando Nobita deluso.Suneo parla male di Nobita alle sue spalle, causando l'ira del ragazzo; Doraemon gli presta così un ventaglio capace di far circolare per settantacinque giorni voci positive o negative su una persona. Nobita usa il ventaglio per vendicarsi e in seguito per ottenere una buona reputazione, facendo circolare voci secondo le quali è intelligente, abile negli sport e forzuto. Tutto ciò si ritorce però contro di lui: viene infatti prima assediato dai giornalisti e poi inseguito da una spia che vuole rapirlo. Il ragazzo è quindi costretto a far circolare voci d'effetto opposto, che lo portano ad essere deriso da tutti. |                  |                  |
| 210 | Avventura al fiume 「カワウソのび太の大冒険」 - Kawauso Nobita no dai bōken | 27 maggio 2011   | 20 novembre 2017 |
| 210 | Mentre sono a pescare, Gian e Suneo chiedono a Nobita una foto ricordo; il ragazzo però inciampa e nel cadere scatta una foto a un esemplare di lontra di fiume giapponese, ritenuta estinta. Suneo capisce il grande valore della scoperta e contatta subito dei giornalisti, che iniziano una vera e propria "caccia alla lontra". Doraemon è però scettico e torna con Nobita nel periodo Edo, durante il quale le lontre erano numerose; una di esse entra però nel tunnel spazio-temporale che si era creato e arriva nel futuro, più precisamente nel luogo in cui Nobita aveva scattato la foto. Riportata la situazione alla normalità, Nobita e Doraemon scoprono però che le lontre non si erano estinte: due esemplari, fratello e sorella, continuavano infatti a vivere nella zona, seppur in cattività e nutrendo un profondo odio nei confronti degli umani. I due amici riescono però a far giungere gli animali in un "paradiso delle lontre", in cui sono presenti numerosi altri esemplari, ma mantengono il segreto affinché non corrano in futuro pericoli. |                  |                  |
| 211 | La stella dei desideri 「ねがい星」 - Negai boshiIl profumo del successo 「モテモテール大作戦」 - Mote motēru dai sakusen | 3 giugno 2011    | 21 novembre 2017 |
| 211 | Doraemon decide di sotterrare numerosi chiusky che ritiene inutili, tra cui una stella capace di realizzare desideri, che Gian e Suneo decidono di rubare. Poiché anche Nobita voleva usare tale stella, Doraemon gli rivela che essa ha il difetto di combinare guai nell'esprimere desideri, tanto da causare problemi sia a Gian che a Suneo. Quest'ultimo vuole allora vendicarsi facendo piovere nella camera di Nobita una "pioggia a catinelle"; la richiesta si trasforma però in "pioggia di caramelle", rendendo Nobita e Doraemon estremamente felici.Shizuka non vuole aiutare Nobita a fare i compiti, così il ragazzo chiede a Doraemon aiuto per diventare più popolare: l'amico gli dà il profumo del successo, che rende rapidamente Nobita al centro delle attenzioni di tutte le ragazze del quartiere. Recatosi nuovamente da Shizuka osserva però che il profumo non ha effetto sull'amica e, per rimediare, se lo spruzza ripetutamente: il suo effetto diventa quindi incontrollato e Nobita, avendo offeso involontariamente le varie ragazze che lo circondavano, viene picchiato. Doraemon annulla l'effetto del chiusky e Shizuka esce per aiutare l'amico: aveva infatti precedentemente resistito, poiché desiderava per Nobita il meglio, ossia che facesse da solo i compiti per migliorare. |                  |                  |
| 212 | La canzone perfetta 「新曲発表!ジャイアンにボエボエ?」 - Shinkyoku happyō! Jaian ni boe boe? | 10 giugno 2011   | 22 novembre 2017 |
| 212 | Gian organizza un concerto, con il disappunto di tutti i ragazzi che lo trovano estremamente stonato. Alla fine dell'esibizione, una ragazza si complimenta con lui e gli chiede di esibirsi nuovamente; l'insolita richiesta suscita la curiosità di tutti. In seguito Nobita e Doraemon scoprono che la ragazza si chiama Takako e che si deve allenare per una gara di salto in alto; Gian e la ragazza decidono quindi di fare una promessa: lui si impegnerà a vincere un concorso canoro per incoraggiarla con la sua voce, mentre lei vincerà la gara. Sebbene Doraemon voglia aiutare Gian con uno dei suoi chiusky, il ragazzo preferisce non barare e così non passa le selezioni; corre comunque allo stadio, dove cantando la sua canzone incoraggia Takako, che vince la gara e segna un record. Tempo dopo Shizuka chiede alla ragazza come faccia ad apprezzare la voce di Gian: essa risponde che le ricordava la voce di un cane che aveva avuto. |                  |                  |
| 213 | La ridi bomba 「しずかちゃんがオッペケペー?」 - Shizuka chan ga oppekepē?Nobita contro Nobita 「ぼくを止めるのび太」 - Boku wo tomeru Nobita | 17 giugno 2011   | 23 novembre 2017 |
| 213 | Gian e Suneo fanno uno scherzo a Nobita e Doraemon, ridicolizzandoli davanti a tutti. I due decidono così di vendicarsi e per farlo usano la ridi bomba, piccoli congegni a tempo che fanno effettuare a chi è colpito una danza ridicola, "il balletto degli stupidoni". I due riescono nell'intento, tuttavia una bomba - con il timer regolato all'ora successiva - finisce sulla testa di Shizuka, la quale stava per partecipare a un importante concerto e si sentiva insicura. Nobita si precipita per togliere a Shizuka la bomba, tuttavia prende il congegno mentre esso esplode ed effettua il balletto: ciò serve però a sdrammatizzare la situazione, così Shizuka ringrazia l'amico.Lo zio di Nobita regala al ragazzo dei soldi: quest'ultimo è indeciso se comprare un modellino di un robot o dei noodles; poiché è affamato compra dieci vasetti di noodles, tuttavia non riesce a mangiarli tutti e scopre di aver fatto la scelta sbagliata. Ritorna così indietro nel tempo per chiedere a sé stesso di comprare un modellino, tuttavia un altro Nobita, proveniente dal futuro, racconta che non è riuscito a completarlo e preferisce i noodles. I vari Nobita iniziano così a litigare e solo Doraemon riesce a riportare la situazione alla normalità grazie ad un chiusky. Esso fa però confusione tra il modellino e i noodles, così Nobita è costretto a montare un "modellino di noodles". |                  |                  |
| 214 | Ricordi della nonna 「おばあちゃんのおもいで」 - Obā chan no omoide | 24 giugno 2011   | 24 novembre 2017 |
| 214 | Nobita ritrova un pupazzo che la sua nonna aveva ricucito per lui e, commosso, ripensa ai tempi in cui essa era ancora viva. Si reca così nel passato per reincontrarla, tuttavia scopre che, da piccolo, era molto viziato: prova così a rimproverare il piccolo Nobita, tuttavia ciò causa soltanto l'ira di sua madre. Si deve così nascondere e sua nonna lo aiuta: sebbene sappia che non è teoricamente possibile, lei ammette infatti che appena lo ha visto ha sentito che lui era veramente il Nobita del futuro e che avrebbe desiderato vedere il piccolo Nobita il primo giorno di scuola e sapere chi avrebbe sposato: Nobita si reca così da Shizuka, chiedendole frettolosamente di sposarlo. Intanto, nel passato, il piccolo Nobita dimostra alla nonna di volerle molto bene. |                  |                  |
| 215 | La notte delle costellazioni cadenti 「七夕の空が落ちてきた」 - Tanabata no sora ga ochite kita | 1º luglio 2011   | 27 novembre 2017 |
| 215 | Dekisugi conosce la storia delle varie costellazioni, al contrario di Nobita, che si sente umiliato; grazie al trova miti e costellazioni Doraemon le fa così osservare all'amico e - grazie ad un'apposita funzione - ne fa giungere alcune nel mondo reale. In seguito Nobita chiama i suoi amici per far osservare loro le costellazioni, tuttavia per errore molte di esse vengono catapultate nel mondo reale e devono essere conseguentemente catturate. Fra di esse ci sono Vega e Altair, due stelle che in realtà sarebbero una principessa e un mandriano innamorati che si possono vedere solo una volta l'anno (il 7 luglio, durante la festa di Tanabata); essi inizialmente vorrebbero rimanere sulla terra, tuttavia, dopo aver incontrato i genitori di Nobita, capiscono che il loro amore sarà rafforzato dalla lontananza e decidono quindi di ritornare in cielo. |                  |                  |
| 216 | Il sashimi gigante 「野比家の巨大マグロ」 - Nobi-ke no kyodai maguroDoraemon per un giorno 「四次元ポケットにスペアがあったのだ」 - Yon jigen poketto ni supea ga atta no da | 8 luglio 2011    | 28 novembre 2017 |
| 216 | Il padre di Nobita decide di comprare un sashimi molto costoso, tuttavia arrivato a casa un gatto entra in cucina e ruba metà della pietanza. Doraemon propone allora di usare il tunnel di Gulliver per rimpicciolirsi e poter mangiare ognuno più sashimi; in seguito il tubo dell'aspirapolvere cade a terra, ostruendo l'ingresso del tunnel. Inoltre, il gatto ritorna per mangiare anche l'altra parte del sashimi. Inizialmente Nobita e la sua famiglia sono costretti a nascondersi, tuttavia decidono infine di passare al contrattacco, riuscendo a far fuggire il gatto e a spostare l'aspirapolvere. Il gruppo può così mangiare il sashimi.Doraemon mostra a Nobita il suo gattopone di scorta, che aveva appena lavato; Nobita decide di usarlo, a insaputa di Doraemon, per svolgere azioni quali fare i compiti o buttare via la spazzatura. In seguito incontra Suneo, che si vanta con lui e Shizuka di avere l'autografo di un famoso cantante; decide così di recarsi con Shizuka da quest'ultimo, per ottenere anch'essi l'autografo. In seguito Doraemon si accorge però che Nobita aveva usato la tasca e si arrabbia con lui; il ragazzo si nasconde nel gattopone, che viene però messo in lavatrice: il ragazzo esce così scombussolato, dopo la centrifuga. |                  |                  |
| 217 | A scuola su una nuvola 「雲にのって学校へ」 - Kumo ni notte gakkō heLa mia casa è un treno 「夜行列車はぼくの家」 - Yakō ressha wa boku no ie | 15 luglio 2011   | 29 novembre 2017 |
| 217 | Nobita, mentre guarda un programma televisivo, pensa che sarebbe bello poter arrivare a scuola su una nuvola; insieme a Doraemon si reca così alla ricerca di alcune nuvole speciali, dette nuvole kinto, le quali possono muoversi da sole. Sebbene sia riuscito a catturarne una, Nobita non riesce inizialmente a cavalcare tale tipo di nuvola; quando si impratichisce, le usa sia per aiutare Shizuka che per fare un dispetto a Gian. A un certo punto la nuvola però scappa: Nobita ne trova così un'altra, dal colore diverso, che però lo colpisce con una scarica elettrica.Suneo si vanta di aver viaggiato in un treno esclusivissimo, troppo costoso per i suoi amici. Doraemon decide allora di trasformare la casa in un vero e proprio treno, che la notte stessa si sarebbe mosso in uno spazio quadri-dimensionale (sarebbe quindi passato attraverso gli oggetti) fino a giungere al mare. Arrivato alla meta, Nobita - sebbene sappia che nessuno gli potrà credere - è comunque felice e fa un bagno con Doraemon. |                  |                  |
| 218 | L'anello della forza 「ウルトラリング」 - Urutora ringuScherzi telefonici 「解決!出木杉事件」 - Kaiketsu! Dekisugi jiken | 22 luglio 2011   | 30 novembre 2017 |
| 218 | Doraemon presta a Nobita un anello che gli consente di avere una forza smisurata; in seguito il ragazzo incontra la madre, che sta cercando un anello simile al suo. Poiché Nobita sa di aver perduto tale oggetto al parco abbandonato, lascia alla madre tale chiusky, per poi mettersi alla ricerca dell'anello smarrito. Tamako tuttavia esce di casa e l'anello gli procura inconvenienti con tutte le cose con cui interagisce. Infine Doraemon e Nobita le spiegano la situazione, ma Tamako non riesce a togliersi l'anello, così sono costretti a stare temporaneamente lontani da lei.Doraemon usa un chiusky per prendere e passare oggetti da un lato all'altro del telefono, aiutando così il padre di Nobita che si era scordato importanti documenti. In seguito Nobita telefona a Shizuka, la quale racconta al ragazzo che Dekisugi ha un problema: da varie notti riceve misteriose telefonate minatorie, che non lo fanno dormire e che fanno calare il suo rendimento scolastico. Doraemon e Nobita decidono di aiutarlo e, la notte stessa, afferrano tramite il chiusky il colpevole: egli è il secondo ragazzo più bravo della classe, invidioso di Dekisugi. Quest'ultimo decide però di perdonarlo, e chiede ai due amici di non diffondere la notizia. |                  |                  |
| 219 | Il fantasma di Nobita 「のび太ユーレイになる」 - Nobita yūrei ni naruGiornata di pesca 「水たまりのピラルク」 - Mizutamari no piraruku | 5 agosto 2011    | 1º dicembre 2017 |
| 219 | Gian picchia ingiustamente Nobita, così quest'ultimo decide di vendicarsi; grazie a un chiusky di Doraemon crea così un fantasma contenente tutta la sua rabbia che riesce a vendicarsi con successo di Gian. In seguito decide di usare il fantasma anche con Suneo, tuttavia quest'ultimo non ne ha paura e lo sfrutta come fenomeno da baraccone. attirando numerosi spettatori. Tuttavia essi non rimangono impressionati dal fantasma, che sa pronunciare solo "Me la pagherai cara", coprendo Suneo di ridicolo. Il fantasma però si è sentito offeso, così decide di sfogare la sua rabbia tormentando Nobita.Suneo organizza con Gian una gita per pescare, nella quale esclude Nobita; Shizuka - anche se era stata invitata - decide di non andare con loro, non apprezzando tale comportamento. Nobita, dopo essersi fatto prestare da Doraemon il suo gattopone, si reca con Shizuka nello stesso luogo di Gian e Suneo; in seguito viene deriso, poiché si era messo a pescare in un laghetto che in realtà era una semplice pozza d'acqua. Usando i chiusky di Doraemon, Nobita riesce comunque a risolvere la situazione e a divertirsi con Shizuka. Gian e Suneo, dopo aver visto uscire dei pesci dal laghetto, rimangono a pescare là per molto tempo, non sapendo che Doraemon aveva riportato la situazione dello stagno alla normalità. |                  |                  |
| 220 | Il caricabatterie umano 「ジャイアン電池は無限大」 - Jaian denchi wa mugen daiUn sasso per amico 「かわいい石ころの話」 - Kawaī ishikoro no hanashi | 12 agosto 2011   | 13 febbraio 2018 |
| 220 | Suneo è triste poiché Gian consuma costantemente le batterie della sua automobile radiocomandata, e non gli permette di usarla. Con l'aiuto di Nobita e Doraemon ottiene così un dispositivo capace di trasformare le emozioni in energia; per riempire il chiusky è tuttavia costretto a rendere furioso Gian. Il primo tentativo va a buon fine, tuttavia recandosi verso il parco i tre incontrano varie persone che necessitano di energia, così il dispositivo torna rapidamente vuoto. Suneo decide allora di far arrabbiare Gian da solo: l'energia di Gian riempie il dispositivo, ma rimane in lui così tanta rabbia che picchia Suneo. Nobita e Doraemon usano comunque l'energia raccolta per giocare con la macchinina di Suneo.Dopo aver visto un film, Nobita inizia a desiderare un cane, tuttavia la madre non gli permette di tenerne uno. Doraemon gli presta quindi una crema che rende affettuoso l'oggetto che con essa viene strofinato. Con un piccolo sasso nero Nobita crea il suo cane personale, Fuffi, e in seguito presta la crema anche ai suoi amici; Suneo, in particolare, la usa su una delle rocce del suo giardino e la chiama Sansone. Poiché quest'ultimo "cane" è troppo ingombrante, la madre di Suneo obbliga il figlio ad abbandonarlo; pur non volendolo, il ragazzo usa così la dokodemo porta per lasciare Sansone in montagna. Alcuni giorni dopo Sansone riesce comunque a ritrovare la strada di casa, e può riabbracciarsi con Suneo.                                        |                  |                  |
| 221 | Gian è in TV 「ジャイアンテレビにでる!」 - Jaian terebi ni deru!Storie da brivido 「暑い夏にはおはなしバッジ」 - Atsui natsu ni wa ohanashi bajji | 19 agosto 2011   | 14 febbraio 2018 |
| 221 | Gian chiede a Suneo di farlo cantare in televisione, tuttavia il ragazzo non sa come soddisfare la richiesta dell'amico; Nobita e Doraemon decidono così di aiutarlo, tuttavia Suneo se ne approfitta e promette a Gian più del dovuto. Nobita e Doraemon dicono a Gian che la sua esibizione sarebbe avvenuta alle tre, tuttavia - al contrario delle previsioni di quest'ultimo - l'orario indicato è le tre del mattino. Viene così condotto negli studi televisivi, dove Doraemon permette a Gian di poter fare al meglio il suo concerto. Nobita e Doraemon decidono infine di non svegliare i ragazzi del loro quartiere, ma di far girare la voce che il concerto era stato favoloso; tuttavia Suneo, rigirandosi nel sonno, accende per sbaglio la televisione e sente l'orribile concerto.Poiché è un'estate veramente torrida, Dorami invia a Nobita un regalo: esso consiste in alcune spille che permettono di vivere "storie da brivido". Il ragazzo inizialmente pensa che quelle spille lo avrebbero rinfrescato; solo in seguito scopre che esse facevano rivivere, seppur senza alcun pericolo, delle storie spaventose. Anche Gian decide di usare una di quelle spille, tuttavia a causa di una sua disattenzione la madre, infuriata per il suo comportamento, lo punisce sculacciandolo. |                  |                  |
| 222 | Il trasforma bugie 「ソノウソホント」 - Sono uso hontoQuel che è mio è tuo 「ぼくのすべてをアゲタイ」 - Boku no subete wo agetai | 26 agosto 2011   | 15 febbraio 2018 |
| 222 | Poiché i suoi amici si vantano delle qualità dei loro padri, Nobita dice che il suo è capace di frantumare un masso con un pugno. Non credendo alle affermazioni di Nobita, gli amici si recano a casa sua per vedere Nobisuke all'opera; Doraemon presta quindi all'amico il trasforma bugie, uno speciale becco capace di rendere vere delle affermazioni false. Nobita riesce così a dimostrare agli amici la forza di suo padre, tuttavia in seguito esagera, affermando persino che esso è un supereroe; tuttavia, quando dice che egli ha il compito di dare la caccia ai furfanti e agli imbroglioni, viene steso con un pugno dal padre, poiché Nobita stesso faceva parte di quella categoria.Doraemon è indaffarato e Nobita, desiderando ricevere dei regali, chiede all'amico un chiusky che spinga a donare. Doraemon fraintende la richiesta e presta a Nobita la cravatta della generosità: la persona che la indossa viene spinta così a donare a coloro che hanno bisogno. Passeggiando per la città, Nobita incontra varie persone necessitanti di qualcosa, tuttavia, donazione dopo donazione, rimane letteralmente in mutande. Sotto l'effetto del chiusky invita poi numerose persone a casa sua, per donare anche a loro qualcosa, tra cui la sua abitazione e lo stesso Doraemon. Quest'ultimo, tagliando la cravatta, riporta la situazione alla normalità; si ripresentano infine a casa di Nobita le persone che aveva precedentemente aiutato, ringraziandolo di cuore.                           |                  |                  |
| 223 | Un appuntamento per Doraemon 「ドラえもんたった」 - Doraemon tatta | 2 settembre 2011 | 16 febbraio 2018 |
| 223 | Doraemon si è innamorato della gattina Mii-chan, famosa stella televisiva. Nobita, per rendere felice l'amico, decide perciò di usare il diario del futuro: scrivendo su esso è possibile infatti trasformare un determinato fatto in realtà. Nobita scrive che Doraemon e Mii-chan si incontrano, tuttavia dopo poco questi ultimi iniziano a litigare; oltre a ciò, a causa di un errore di ortografia di Nobita, la gattina viene rapita. Doraemon si precipita a salvare Mii-chan, riuscendo nell'impresa: dopo un po' di tempo passato insieme, i due diventano così amici. Doraemon e Mii-chan sono infine costretti a separarsi, tuttavia alla fine dell'appuntamento la gattina ringrazia Doraemon con un tenero bacio. |                  |                  |
| 224 | La parte migliore di te 「あなたの良い所もらいます」 - Anata no yoi tokoro moraimasuRe Nobita 「のび太王にはさからえない」 - Nobita ō ni wa sakaraenai | 7 ottobre 2011   | 16 aprile 2018   |
| 224 | Nobita è stanco di venire deriso da tutti per la sua assenza di qualità, così Doraemon gli mostra uno speciale rubinetto capace di estrarre dalle persone le essenze delle abilità che hanno. Nobita usa il rubinetto a scuola, riuscendo ad eccellere nella corsa, nelle attività culinarie e in quelle musicali. Decide infine di ottenere un buon voto in una verifica ottenendo l'essenza di Dekisugi. Nobita viene tuttavia ingannato da Suneo, il quale si impadronisce dell'essenza di Dekisugi e la usa per effettuare il compito. Convinto di essere Dekisugi, Suneo si firma tuttavia con il nome del compagno e ottiene per questo una pessima valutazione.Nell'assegnazione dei ruoli per la recita scolastica il ruolo del principe è affidato a Dekisugi, mentre quello della principessa a Shizuka; Nobita, desideroso di passare molto tempo vicino all'amica, decide di recitare il ruolo del re, tuttavia alla fine è Gian a ottenerlo. Tornato a casa, il ragazzo scopre nella sua cameretta il trono del re, grazie a cui gli ordini della persona seduta sul trono devono essere obbligatoriamente eseguiti da chi li sente. Nobita usa il chiusky per riottenere il ruolo del re, ma Gian - approfittando di un momento di assenza di Nobita - sale a sua volta sul trono e inizia a dare ordini; il trono viene infine distrutto, a causa di un'incauta frase del bullo, che lo fa colpire da un fulmine.                                                                                              |                  |                  |
| 225 | Corri Cavallambù! 「走れ!ウマタケ」 - Hashire! UmatakeIl concerto dei grilli 「月の光と虫の声」 - Tsuki no hikari to mushi no koe | 21 ottobre 2011  | 17 aprile 2018   |
| 225 | Gian e Suneo sfidano Nobita a una corsa con i trampoli, tuttavia il ragazzo non li sa affatto usare. Mentre parla del suo problema con Doraemon, il ragazzo viene ascoltato dal padre che decide di fabbricargli un paio di trampoli. Nobita ritiene tuttavia troppo difficile imparare a usare i trampoli, così Doraemon gli procura due Cavallambù, un maschio e una femmina, degli ibridi tra un cavallo e una canna di bambù provenienti dal futuro. I due bulli si impadroniscono tuttavia dei Cavallambù, così Nobita è costretto a impratichirsi realmente. Giunta la gara Nobita riesce a usare i trampoli, mentre Gian e Suneo, non essendo montati correttamente sugli animali, ne causano la furia e - non riuscendo a gareggiare - sono squalificati da Doraemon per abbandono.Suneo invita Doraemon, Nobita e Shizuka ad ascoltare il canto dei suoi grilli, rivelando poi che avrebbero dovuto pagare. Nobita e Doraemon decidono allora di ritornare nel passato per catturare dei grilli, non essendocene molti nel presente, e creare un concerto al quale invitare Shizuka, Gian e lo stesso Suneo. In seguito i due decidono di lasciare i grilli nel loro habitat, per non turbare la magica atmosfera del luogo; per creare il concerto usano così l'animalofono, uno spray che fa cantare ogni insetto come un grillo. Suneo, invidioso dei due amici, decide di impadronirsi di tutti i "grilli" con un aspirapolvere, per scoprire solo dopo che in realtà gli animali in questione erano scarafaggi. |                  |                  |
| 226 | La lampada scegli genio 「まじんのいない魔法のランプ」 - Majin no inai mahō no ranpuNobita aspirante ninja 「のび太の忍者修行」 - Nobita no ninja shugyō | 28 ottobre 2011  | 18 aprile 2018   |
| 226 | Nobita non riesce a terminare i propri compiti, così Doraemon gli mostra la lampada scegli genio: tale lampada ha la capacità di risucchiare la persona di cui viene pronunciato il nome, la quale sarà obbligata a eseguire un desiderio del possessore della lampada. In seguito Nobita si appropria della lampada e la usa in modo improprio, ordinando a Doraemon di rimettere a posto la sua cameretta; a Tamako di fare la spesa; a Suneo di prestargli dei fumetti; a Gian di spazzare nel giardino di Shizuka; al maestro di fare i compiti per Shizuka; a quest'ultima di fare ciò che preferisce. Quando questi ultimi terminano le loro mansioni e si accorgono di essere stati ingannati, se la prendono tuttavia con Nobita.Nobita rimane affascinato dall'arte dei ninja, così Doraemon gli mostra uno speciale kit capace di allenare nella corsa, nel salto e nel camminare sull'acqua, le abilità tipiche di tali guerrieri. Poiché l'addestramento è faticoso, Nobita rinuncia al suo desiderio e chiede a Doraemon un chiusky che richieda meno sforzi. L'amico gli mostra allora una speciale pergamena, capace di trasformare o di rendere invisibile chi la possiede. Anche in questo caso Nobita non ha affatto fortuna, tanto da fargli desiderare nuovamente di diventare ninja. |                  |                  |
| 227 | La collezione di conchiglie 「そうなる貝セット」 - Sō naru kai settoUna cena indimenticabile 「最高!最悪なおもてなし」 - Saikō! Saiaku na omotenashi | 4 novembre 2011  | 19 aprile 2018   |
| 227 | Nobita propone a Shizuka di fare insieme i compiti, tuttavia viene deriso da Gian e Suneo, i quali affermano che in realtà solo Shizuka avrebbe risolto gli esercizi. Avendo perso la fiducia in sé stesso, Doraemon mostra all'amico la conchiglia della motivazione, grazie a cui il ragazzo riesce rapidamente a terminare i suoi compiti. La conchiglia gli viene tuttavia sottratta da Gian, così, con la complicità di Doraemon, decide di ottenere la sua rivincita: grazie all'uso di ulteriori conchiglie causa infatti al bullo e a Suneo numerosi problemi nello studio e negli sport. Nobita si reca infine da Shizuka per prestargli la conchiglia della motivazione, tuttavia per errore gli lascia la conchiglia del fantasma, che fa trasformare la ragazza in una creatura spaventosa.Suneo si vanta con gli amici del sommelier assunto da suo padre e Nobita, infuriato, afferma che anche lui ne possiede uno. Doraemon mostra allora all'amico il volantino di un robot sommelier in prova gratuita e ne ordina uno, tuttavia - poiché si tratta semplicemente di una demo - i cibi scelti dal sommelier non hanno alcunché di speciale. Nobita è in seguito costretto a invitare i suoi amici per la cena, ma il sommelier prima della degustazione fa compiere a tutti un estenuante viaggio: al termine di esso, sebbene il pasto sia estremamente frugale, ognuno è soddisfatto; il sommelier afferma infatti che per apprezzare al massimo un cibo è necessario avere lo stomaco vuoto.             |                  |                  |
| 228 | Vasca da bagno con vista 「スーパー移動風呂1010」 - Sūpā idō furo 1010Nobita presidente 「のび太社長になる」 - Nobita shachō ni naru | 11 novembre 2011 | 20 aprile 2018   |
| 228 | Poiché Shizuka desidera fare un bagno in un luogo panoramico, Nobita e Doraemon le procurano un chiusky capace di trasportare la sua vasca da bagno nei luoghi del mondo che hanno la vista migliore. A causa di uno sbaglio Shizuka preme tuttavia un tasto che fa cambiare alla vasca località ogni trenta secondi; non sapendo la ragazza come disattivare tale funzione, rimane "prigioniera" all'interno della vasca. Doraemon e Nobita iniziano così a inseguire Shizuka in varie località del mondo, per poi riuscire infine a risolvere la situazione.Suneo invita i suoi amici al ricevimento organizzato da suo padre, il quale è diventato presidente di una società. Nobita decide così di diventare presidente e Doraemon gli mostra un chiusky capace di fargli fondare un'azienda in miniatura, nella quale lavorano dei dipendenti-robot; il ragazzo inizia a pubblicizzare un "servizio di risoluzione compiti", che acquisisce rapidamente popolarità fra i ragazzi del quartiere. I dipendenti dell'azienda tuttavia si ribellano a Nobita, per il suo carattere dispotico, ed eleggono un nuovo presidente: il giovane è così degradato e costretto a eseguire ordini altrui. |                  |                  |
| 229 | Il telecomando tuttofare 「機械化機」 - Kikai ka kiLo spray giù le mani 「あなただけのものガス」 - Anata dake no mono gasu | 18 novembre 2011 | 23 aprile 2018   |
| 229 | Doraemon mostra a Nobita il telecomando tuttofare, un chiusky capace di trasferire sulle persone le capacità degli oggetti. In seguito Doraemon si addormenta e il ragazzo ne approfitta per trasformarlo in un aereo telecomandato, tuttavia mentre fa volare il suo "giocattolo" si scontra per errore con un aereo pilotato da Gian. Quest'ultimo, venuto a conoscenza delle potenzialità del telecomando, decide di usarlo per trasformare Nobita nel suo servo. Nobita e Doraemon riescono tuttavia a riportare la situazione alla normalità e a ottenere una rivincita sul bullo.Nobita è stanco di farsi sottrarre ciò che ha a cuore dagli altri: Gian gli ha infatti rubato un fumetto, mentre Shizuka ha ricevuto un invito da Dekisugi. Doraemon mostra così all'amico lo spray "giù le mani", un chiusky che dona vita agli oggetti e permette loro di ritornare da chi li possiede; nel caso sia usato sulle persone, lo spray infonde invece un sentimento di improvviso affetto e amicizia nei confronti di chi abbia spruzzato il gas. Nobita riesce così a riottenere sia il fumetto che Shizuka, tuttavia per sbaglio spruzza lo spray sul proprio maestro ed è quindi costretto a studiare insieme a lui. |                  |                  |
| 230 | Un gioco da ragazze 「ボクのび子ちゃん」 - Boku Nobiko chanBattaglia navale 「メカ・メーカー」 - Meka・mēkā | 25 novembre 2011 | 24 aprile 2018   |
| 230 | Nobita, stanco di essere maltrattato da Gian, chiede a Doraemon un chiusky per potersi trasformare in una ragazza. Grazie al cerchietto della trasformazione, Nobita assume così l'identità di Nobiko e sia Suneo che Gian diventano estremamente gentili con "lei", tanto da eseguire qualsiasi cosa chieda. In seguito Gian confida a Suneo di essersi innamorato di Nobiko e decide di dichiararsi a lei; tuttavia, poco dopo aver fatto la proposta, il cerchietto cade e Nobita torna a essere un maschio, causando l'ira di Gian.Nobita ha elaborato il progetto di un'astronave e vorrebbe trasformare la sua idea in un oggetto reale; grazie a un chiusky di Doraemon crea così un'astronave, la Nobita Enterprise. Gian e Suneo rimangono impressionati e quest'ultimo, per poter usare il chiusky, promette a Doraemon un gran numero di dorayaki; i due bulli, costruita la loro astronave, non mantengono tuttavia la parola data e distruggono la Nobita Enterprise. Tali azioni causano l'ira di Doraemon, che costruisce un nuovo modello di astronave di eccezionale grandezza e resistenza; grazie a esso, i due amici riescono così a ottenere la loro rivincita sui bulli. |                  |                  |
| 231 | Suneo superstar 「おぼっちゃマンボ」 - Oboccha manboLo specchio bugiardo 「うそつきかがみ」 - Usotsuki kagami | 2 dicembre 2011  | 25 aprile 2018   |
| 231 | Suneo, per far desistere Gian dal diventare cantante, consiglia al ragazzo di diventare un produttore discografico; Gian decide così di mettersi alla ricerca di nuovi talenti e sceglie come esordiente lo stesso Suneo. Poiché i testi e le musiche prodotte da Gian sono di qualità scadente, Doraemon mostra ai due un chiusky capace di scrivere canzoni di successo e presta a Suneo uno speciale microfono che avrebbe notevolmente migliorato la sua esibizione. Il brano cantato dal ragazzo, Il mambo di Suneo, diventa rapidamente famoso; ciò suscita tuttavia l'ira e la gelosia di Gian, il quale annuncia pubblicamente che Suneo si sarebbe ritirato dal mondo della musica e che lui lo avrebbe sostituito. Tale tentativo non ha tuttavia successo.Nobita trova nella sua camera uno specchio che lo adula, mostrandogli un'immagine idealizzata di sé, e che gli dà consigli per diventare più bello. Doraemon avverte invano il ragazzo del fatto che lo specchio è in realtà bugiardo e che seguendo i suoi consigli avrebbe potuto trovarsi in gravi problemi; Nobita, "ipnotizzato" dallo specchio, fugge tuttavia da casa: lo specchio riesce così a ingannare Tamako, Shizuka, Gian e Suneo. In seguito Doraemon riesce a rientrare in possesso dello specchio e, dopo aver minacciato quest'ultimo, riporta la situazione alla normalità. |                  |                  |
| 232 | La minaccia del gigante Suneo 「巨大スネ夫あらわる!」 - Kyodai Suneotto arawaru!Sfida all'ultimo pisolino 「ひるね王選手権」 - Hirune ō senshuken | 9 dicembre 2011  | 26 aprile 2018   |
| 232 | Suneo, stanco delle prepotenze di Gian, chiede a Doraemon un chiusky capace di ingrandire gli oggetti, senza tuttavia rivelargli le sue vere intenzioni. Suneo aumenta la sua grandezza tanto da diventare un gigante e ottiene così la sua rivincita su Gian; il ragazzo inizia tuttavia a creare problemi per la sua enorme statura e a seminare il panico tra la popolazione. Suneo si rifugia così sulla collina dietro alla scuola, mentre Nobita e Doraemon cercano una soluzione; poiché Suneo aveva precedentemente distrutto la luce che riduce, per risolvere temporaneamente la situazione Nobita decide di ingrandire l'intera città con la torcia d'ingrandimento.Nobita, ritenendo di poter vincere un campionato di pisolini, chiede tramite l'esaudifono portatile di far esistere tale gara. Il ragazzo diventa rapidamente un campione, tanto da essere chiamato a rappresentare il Giappone nei campionati mondiali di tale disciplina. Nobita ha la meglio e riesce a battere i suoi avversari, facendo un tempo record. Tornato a casa, numerosi criminali cercano tuttavia di rapirlo per carpire il segreto della sua bravura; il ragazzo è quindi costretto ad annullare la sua precedente richiesta. |                  |                  |
| 233 | Il cannone va' dove vuoi 「どこでも大ほう」 - Doko demo dai hōLo spirito del Natale 「重力ペンキ」 - Jūryoku penki | 16 dicembre 2011 | 27 aprile 2018   |
| 233 | Il padre di Nobita è in ritardo per un'importantissima riunione; grazie al cannone va' dove vuoi, Doraemon gli permette tuttavia di raggiungere il treno che lo potrà condurre a destinazione. Nobita, affascinato da questo mezzo di trasporto, decide di mostrarlo a Shizuka, Gian e Suneo. Il cannone viene però notato anche da un rapinatore che si trovava nelle vicinanze e che stava cercando un modo per fuggire dal paese; Doraemon, ingannandolo, riesce comunque a inviarlo in un commissariato di polizia, dove il criminale sarà arrestato.Nobita incontra un ragazzo di un'altra classe, Ichiro Abaraya, e gli propone di festeggiare insieme a lui e ai suoi amici il Natale. Dopo aver giocato a morra cinese per scegliere chi avrebbe dovuto ospitare i festeggiamenti, viene stabilito che essi si sarebbero svolti proprio a casa di Abaraya. Il ragazzo è tuttavia imbarazzato, poiché la sua famiglia è povera, ha molti fratelli e la sua casa è estremamente piccola. Nobita e Doraemon, con l'aiuto degli altri ragazzi, decidono allora di mostrare ad Abaraya cosa sia lo spirito del Natale, ampliando grazie a un chiusky la superficie della casa. La festa si svolge quindi magnificamente, nell'allegria generale. |                  |                  |

## Speciali
Gli episodi speciali di Doraemon vengono trasmessi in Giappone in occasione di eventi o ricorrenze particolari; sono inediti in Italia, fatta eccezione per l'episodio S41.
L'episodio 199, sebbene sia compreso nella numerazione degli episodi, è in realtà uno speciale a tutti gli effetti.
| Nº  | Giapponese 「Kanji」 - Rōmaji - Traduzione letterale | In onda          | In onda          |
| Nº  | Giapponese 「Kanji」 - Rōmaji - Traduzione letterale | Giapponese       | Italiano         |
| 199 | 「空飛ぶ!野比家のコタツ」 - Sora tobu! nobi-ke no kotatsu – "Il Kotatsu volante" | 14 gennaio 2011  | inedito          |
| S37 | 「ドラえもんだらけ」 - Doraemon darake – "Doraemon si fa in cinque"「鏡の中の世界」 - Kyō no naka no sekai – "Un mondo nello specchio" | 11 febbraio 2011 | inedito          |
| S38 | 「ロボット・ボロよ、永遠に」 - Robotto・boroyo, eien ni – "Il robot domestico di Nobita" | 4 marzo 2011     | inedito          |
| S39 | 「のび太の結婚前夜」 - Nobita no kekkon zenya – "La notte prima del matrimonio di Nobita" | 18 marzo 2011    | inedito          |
| S40 | 「きこりの泉」 - Kikori no izumi – "La leggenda dell'ascia d'oro e d'argento"「動物変身ビスケット」 - Dōbutsu henshin bisuketto – "I biscotti muta-forma" | 8 aprile 2011    | inedito          |
| S41 | Sfida intergalattica 「走れドラえもん!銀河グランプリ」 - Hashire Doraemon! Ginga guran puri | 9 settembre 2011 | 16 febbraio 2024 |
| S41 | Nobita, Shizuka, Gian e Suneo si iscrivono al gran premio galattico, dove chi vince desidera il suo premio, e inseriscono anche il nome di Doraemon. Il desiderio di Nobita è fare in modo che il suo amico robot possa avere di nuovo le orecchie: quest'ultimo viene per questo preso in giro da un gatto robot di nome Alex Depon. Alla gara Nobita e Doraemon partecipano con un'automobile a forma di papera, mentre Gian, Suneo e Shizuka con una vettura lussuosa prestata da un certo Bengal. A un certo punto Bengal chiama Gian, Suneo e Shizuka dicendo di essere attaccato da Depon: Gian si infuria col gatto e viene squalificato. I concorrenti della gara vengono mangiati da un verme gigante e scoprono che è stato Bengal a farlo, solo per far squalificare tutti i partecipanti. I concorrenti riescono a uscire dal verme, dopodiché Nobita e Doraemon vanno a sfidare l'antagonista, superando pericolose sfide provocate da lui. All'improvviso la papera mette K.O. Bengal, dopodiché Doraemon riesce a vincere il gran premio galattico senza usare l'auto e viene dichiarato vincitore. Alla cerimonia di premiazione, Doraemon desidera come premio una festa con tanti dorayaki. |                  |                  |